# Roman Hryhorčuk
Roman Josypovyč Hryhorčuk (in ucraino Роман Йосипович Григорчук?; 22 marzo 1965) è un allenatore di calcio ed ex calciatore ucraino, di ruolo attaccante.

## Carriera

### Allenatore
Dal 2000 al 2005 ha allenato il Dinaburg di Daugavpils, mentre dal 2005 al 2009 ha ricoperto l'incarico di allenatore del Ventspils: con questa squadra ha conquistato tre campionati nazionali (nel 2006, nel 2007 e nel 2009), due Coppe di Lettonia (2005 e 2007) e, nel 2008, la Coppa della Livonia, competizione che si disputa annualmente fra i campioni lettoni e il club vincitore del campionato estone.
Nel marzo 2008 ha prolungato fino al 2012 il contratto con il Ventspils; nell'estate 2009 ha quindi portato la squadra al terzo turno preliminare della Champions League (doppia sfida persa contro lo Zurigo) e al conseguente accesso alla fase a gironi della Europa League 2009-2010. L'11 agosto 2009 è stato esonerato, di comune accordo tra allenatore e società, e la sua carica è stata assunta dall'italiano Nunzio Zavettieri.
Il 1º giugno 2018, divento il nuovo allenatore dell'Astana. Pochi mesi dopo, lascia temporaneamente la guida tecnica del club kazako per motivi personali. Torna sulla panchina kazaka nel gennaio del 2019, vincendo una supercoppa nazionale e un campionato. Terminato il 2019, lascia il club kazako.
Nel 2020, diventa allenatore della formazione bielorussa dello Šachcër Salihorsk, conducendola alla vittoria di un campionato e di una supercoppa nazionale, prima di lasciare la guida tecnica della squadra nel luglio del 2021.

## Palmarès

### Giocatore

#### Competizioni nazionali
- Perša Liha: 1

Prykarpat'e Ivano-Frankivs'k: 1993-1994

### Individuale
- Capocannoniere della Perša Liha: 1

1992-1993 (26 reti)

### Allenatore

#### Competizioni nazionali
- Campionato lettone: 3

Ventspils: 2006, 2007, 2008
- Coppa di Lettonia: 1

Ventspils: 2007
- Supercoppa del Kazakistan: 1

Astana: 2019
- Campionato kazako: 1

Astana: 2019
- Campionato bielorusso: 2

Šachcër Salihorsk: 2020
- Supercoppa di Bielorussia: 1

Šachcër Salihorsk: 2021

#### Competizioni internazionali
- Coppa della Livonia: 1

Ventspils: 2008